# Бромид иридия(III)
Бромид иридия(III) — неорганическое соединение,
соль металла иридия и бромистоводородной кислоты с формулой IrBr3,
растворяется в воде,
образует кристаллогидрат.

## Получение
- Действие бромистоводородной кислоты на оксид иридия(IV):

{\displaystyle {\mathsf {2IrO_{2}\cdot 2H_{2}O+8HBr\ {\xrightarrow {90^{o}C}}\ 2IrBr_{3}\cdot 4H_{2}O+Br_{2}\uparrow }}}

## Физические свойства
Бромид иридия(III) образует кристаллогидрат состава IrBr3·4H2O — тёмно-зелёные кристаллы,
растворяется в воде,
не растворяется в этаноле. Обезвоженный бромид иридия(III) представляет собой красно-коричневое или тёмно-зелёное вещество, плотность 6,82 г/см3.
Известен также моногидрат IrBr3·H2O.

## Химические свойства
- Кристаллогидрат при нагревании теряет воду:

{\displaystyle {\mathsf {IrBr_{3}\cdot 4H_{2}O\ {\xrightarrow {105-120^{o}C}}\ IrBr_{3}+4H_{2}O}}}
- При сильном нагревании разлагается на элементы:

{\displaystyle {\mathsf {2IrBr_{3}\ {\xrightarrow {T}}\ Ir+3Br_{2}}}}